# Малинівка (Славський район)
Мали́нівка (рос. Малиновка) — селище Славського району, Калінінградської області Росії. Входить до складу Большаковського сільського поселення.
Населення —  56 осіб (2015 рік). 

## Населення
| 2002 | 2010 |
| ---- | ---- |
| 49   | ↗56  |